# 哈米达奥斯曼
哈米达·奥斯曼，马来西亚政治人物，目前无党籍，前马来西亚霹雳州议会双溪喇叭议员。曾经为霹雳州工业、贸易、企业发展、旅游及妇女常务委员会主席。

## 政治生涯
哈米达为巫统务边区部前妇女组主席，并曾出任霹州高级行政议员一职，惟在2015年因公开指责党主席拿督斯里纳吉而遭巫统开除党籍。2016年，加入由前首相马哈迪·莫哈末成立的土著团结党担任副主席一职，直至于2017年9月末退出该党。2022年8月10日，身为土著权威党副主席的哈米达不满该党加入由祖国斗士党会长马哈迪所成立“祖国行动联盟”，因此宣布辞去所有党职并退党。